# Ursulina de Jesus
Ursulina de Jesus est une Brésilenne, condamnée au bûcher en 1754 pour sorcellerie.

## Biographie
Ursulina est mariée à Sebastiano de Jesus, homme d'une certaine importance dans la ville de São Paulo. C'est lui qui porte les accusations de sorcellerie, affirmant qu'elle l'a rendu stérile en recourant à la magie. Son témoignage est confirmé devant le tribunal par celui de la maîtresse du mari, Cesaria,. 
Ursulina est estimée coupable d'hérésie pour ces pratiques maléfiques. Elle est brûlée vive en public en 1754,.